# Alexandra Hasmonejská
Alexandra Hasmonejská (zabita 28 př. n. l.) byla dcerou Hyrkana II. (zabit 30 př. n. l.), jenž byl synem Alexandra Jannaie. Provdala se za svého bratrance Alexandra (zemřel 48 př. n. l.), který byl syn Aristobúla II. (Jejich společný děd byl tedy Alexandr Jannaios, druhý nejstarší syn Jana Hyrkana). Jejich dcera byla Mariamné, manželka Heroda Velkého, a syn Jonatan Aristobúlos III.
Alexandra oponovala svému zeti Herodovi Velkému a když se ten trápil po popravě Mariamné, pokusila se o převrat. Ten byl však neúspěšný a ona byla popravena.